# コーダー

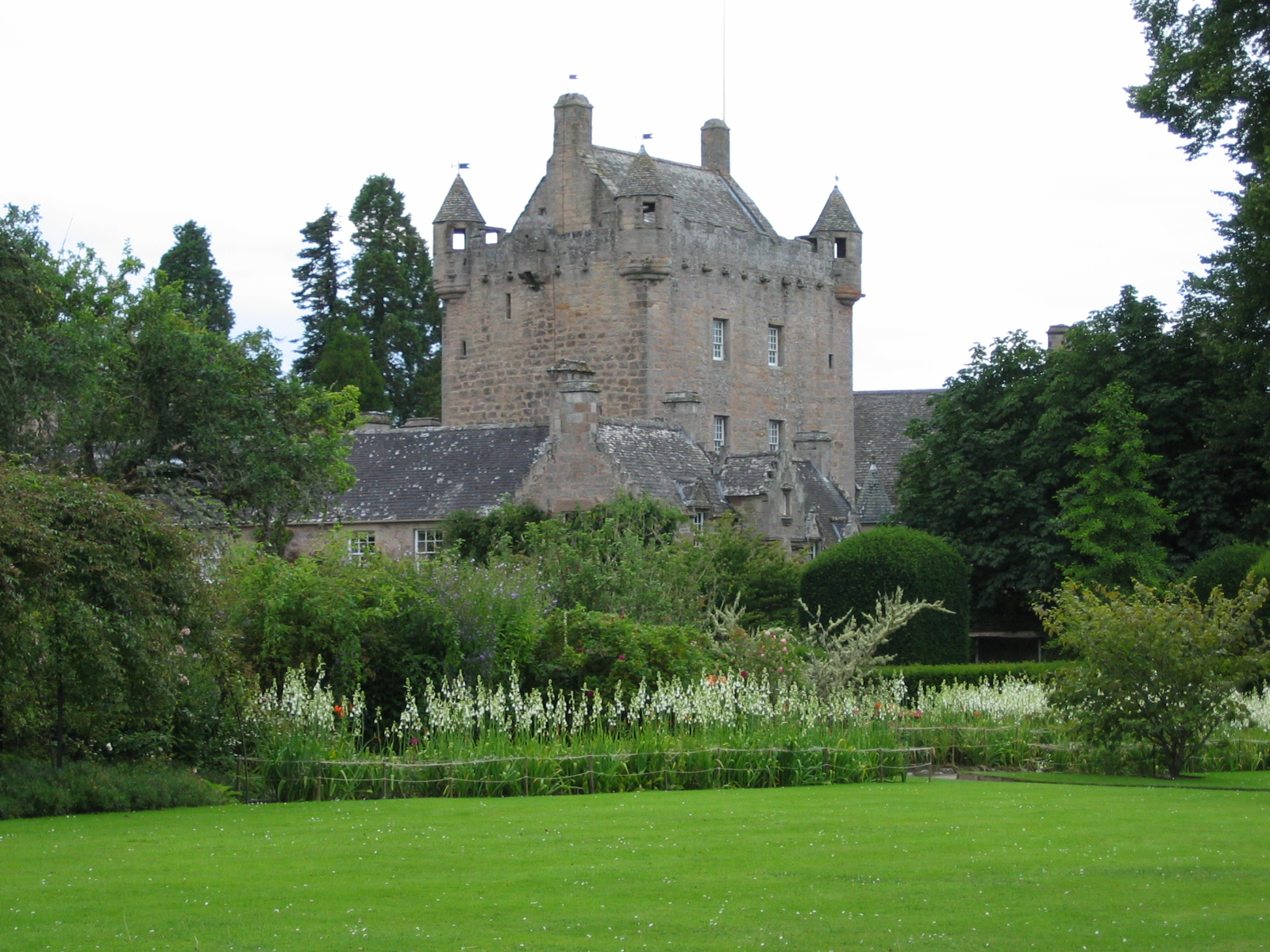
コーダー城

コーダー (Cawder, Calder, スコットランドゲール語 Caladar) は、スコットランドの村である。ハイランド州、インヴァネス近郊に位置する。
14世紀に建造されて以来、ずっとコーダー伯 (Earl Cawdor) の居城だったコーダー城 (Cawdor Castle) がある。ミノタウロスの像の置かれた、生垣を迷路に見立てた庭園がある。
シェイクスピアの戯曲『マクベス』では、マクベスは「コーダーの領主 (thane)」と呼ばれ、コーダー城が主な舞台となっている。ただしこれは史実とは異なる。